# Alessandro Ghibellini
Alessandro Ghibellini, född 15 oktober 1947 i Genua, är en italiensk vattenpolospelare som ingick i Italiens herrlandslag vid olympiska sommarspelen 1968, 1972 och 1976. Han är far till vattenpolospelaren Alberto Ghibellini.
I OS-turneringen 1976 tog Italien silver. Ghibellinis två övriga OS-placeringar med det italienska landslaget var fyra och sexa. Han spelade för klubblaget Pro Recco.
Ghibellini tog VM-brons 1975 i Cali och VM-guld 1978 i Västberlin.